# سبيل تنفسي سفلي
تشير المنطقة التنفسية السفلى إلى أجزاء الجهاز التنفسي من القصبة الهوائية إلى الرئتين.

## روابط خارجية
- The Virtual Airway Device, a free resource about airway devices, including a video library

## صور إضافية

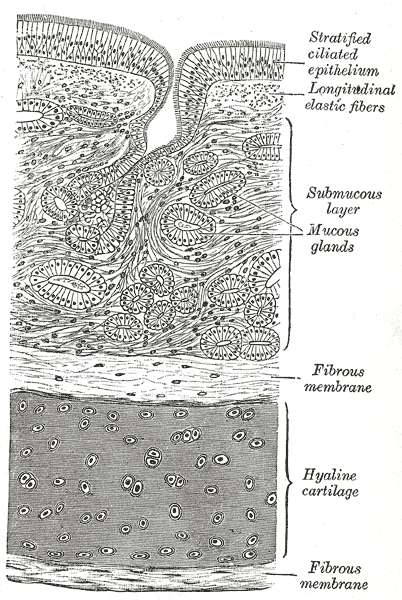
مقطع عرضي لنسيج القصبة الهوائية. لاحظ أن الصورة تشير بشكل خاطئ إلى "النسيج الطلائي الطبقي الهدبي" في أعلى الصورة إلى اليمين.